# Gymnosoma sicula
Gymnosoma sicula är en tvåvingeart som beskrevs av Dupuis och Genduso 1981. Gymnosoma sicula ingår i släktet Gymnosoma och familjen parasitflugor. Inga underarter finns listade i Catalogue of Life.